# 第二東亜会館
第二東亜会館（だいにとうあかいかん）は、東京都新宿区歌舞伎町にある娯楽施設である。1969年（昭和44年）4月、「新宿オデヲン座」、ダンスホール「新宿ステレオホール」を経営していた東亜興行が、その跡地に東亜会館（とうあかいかん）として新築・開業した。同ビル内には映画館「歌舞伎町東映劇場」（かぶきちょうとうえいげきじょう、のちの新宿トーア）、パチンコ店「新宿ゲームセンター」（しんじゅくゲームセンター）、ボウリング場「新宿トーアボウル」（しんじゅくトーアボウル）があった。1975年（昭和50年）12月、現在の名称に変更した。
本項では、歌舞伎町日活（かぶきちょうにっかつ）、歌舞伎町トーア（かぶきちょうトーア）、新宿トーア（しんじゅくトーア）等、かつて同会館に存在したすべての映画館についても詳述する。

## 沿革
開業前
- 1951年11月 - のちの会館の位置に新宿オデヲン座を開館[1][2][3]
- 1959年4月 - 新宿オデヲン座を「グランドビル」地下に移転、同地に「新宿ステレオホール」「オデヲンゲームセンター」を開業[1][2][3]

開業後
- 1969年4月 - 東亜会館として新築・開業、「新宿ゲームセンター」「新宿トーアボウル」、地下に歌舞伎町東映劇場を開館[2]
- 1975年12月 - 「グランドビル」の「第一東亜会館」への改称にともない第二東亜会館と改称[2]
- 1976年 - 2階に歌舞伎町日活を開館
- 1989年 - 2階の映画館を歌舞伎町トーア1・2に分割・改称
- 1995年 - 2階の映画館・歌舞伎町トーア1・2を閉館
- 1996年1月 - 地下の映画館を新宿トーアと改称、改装・開場[2]
- 2009年4月17日 - 地下の新宿トーアを閉館（同ビルでの映画館事業の完全撤退）

## データ
- 所在地 : 東京都新宿区歌舞伎町21番地1号 （開館時）
  - 現在の東京都新宿区歌舞伎町1丁目21番1号 [4][5]

北緯35度41分43.19秒 東経139度42分5.01秒 / 北緯35.6953306度 東経139.7013917度
- 建築構造 : 鉄筋、地上8階・地下3階
- 経営 : 東亜興行株式会社
- 映画館・観客定員数 : 
  - 歌舞伎町東映（地下、1969年 - 1996年） : 450名（1987年[6]）→355名（1993年[4]）
    - 新宿トーア（地下、1996年 - 2009年） : 355名（2001年[5]）

  - 歌舞伎町日活（2階、1976年 - 1989年） : 350名（1987年[6]）
    - 歌舞伎町トーア1（2階、1989年 - 1995年） : 130名（1993年[4]）
    - 歌舞伎町トーア2（2階、1989年 - 1995年） : 120名（1993年[4]）

## フロア
下記の表は、フロアのおもな変遷である。
| フロア  | 2019年                                                      | 2013年                             | 1996年     | 1989年                          | 1976年                        | 1969年               | 備考                              |
| ------- | ----------------------------------------------------------- | ---------------------------------- | ---------- | ------------------------------- | ----------------------------- | -------------------- | --------------------------------- |
| 屋上    | 新宿天空ビアガーデン                                        | 新宿ビアガーデン SEE FA 新宿東口店 | -          | -                               | -                             | 屋上ビアガーデン     |                                   |
| 8階     | シュラスコBBQガーデン オーシャン                            | -                                  | -          | -                               | -                             | 事務                 |                                   |
| 7階     | カスタマカフェ歌舞伎町店                                    | -                                  | -          | CIRCUS CIRCUS ↓ G.B. RABBITS    | CARNIVAL HOUSE                | 新宿トーアボウル     |                                   |
| 6階     | 海底撈火鍋 新宿店                                           | -                                  | -          | CENTURY TWENTY-ONE              | Independent House ↓ B&B       | 新宿トーアボウル     |                                   |
| 5階     | 白木屋歌舞伎町総本店                                        | 白木屋 歌舞伎町総本店              | -          | カンタベリーハウス シンデレラ館 | -                             | 新宿トーアボウル     |                                   |
| 4階     | グランサイバーカフェ バグース新宿                           | グランサイバーカフェ バグース新宿  | -          | CH-Greece                       | カンタベリーハウス ギリシャ館 | 新宿トーアボウル     |                                   |
| 3階     | カラオケの鉄人 新宿歌舞伎町店                               | カラオケの鉄人 新宿歌舞伎町店      | -          | ZEBRA                           | カンタベリーハウスBIBA館      | 新宿トーアボウル     |                                   |
| 2階     | セガプラザ新宿歌舞伎町                                      | マルハン歌舞伎町店                 | -          | 歌舞伎町トーア1・2              | 歌舞伎町日活                  | 綜合レストラントーア | 「歌舞伎町トーア1・2」 1993年閉館 |
| 1階     | ダイコクドラッグ 歌舞伎町一番街1階店 セガプラザ新宿歌舞伎町 | マルハン歌舞伎町店                 | -          | -                               | -                             | 新宿ゲームセンター   |                                   |
| 地下1階 | ナイトクラブ 「WARP SHINJUKU」                              | （飲食店街）                       | 新宿トーア | 歌舞伎町東映                    | 歌舞伎町東映                  | 歌舞伎町東映劇場     | 「新宿トーア」 2009年4月17日閉館  |

## 概要

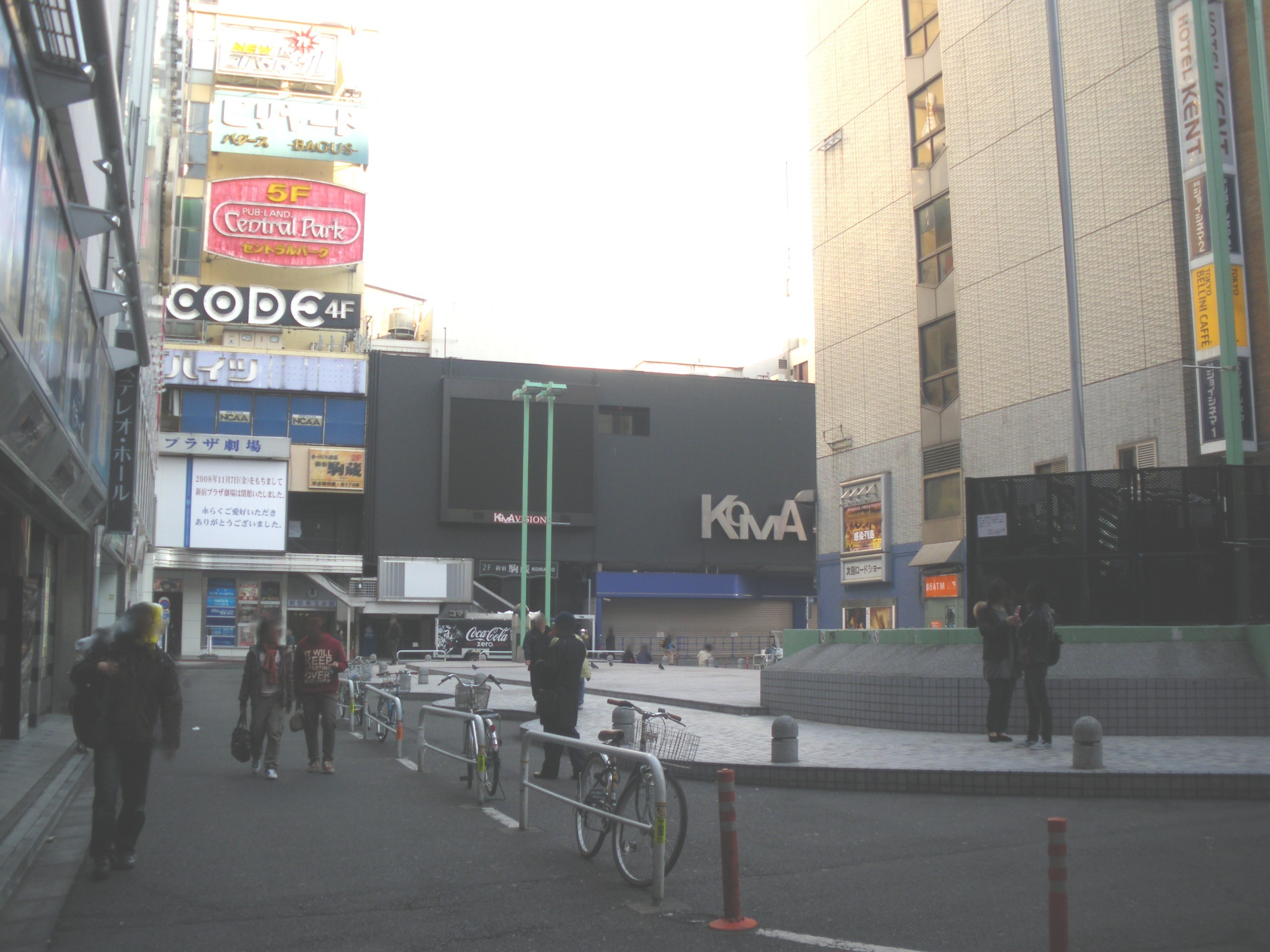
右奥の建物が「第二東亜会館」の裏側である。正面奥はかつて存在した新宿コマ劇場、左手前が第一東亜会館。2009年の写真。

1969年（昭和44年）4月、高橋康友の東亜興行が、東亜会館として新築・開業、地上階にパチンコ店「新宿ゲームセンター」、ボウリング場「新宿トーアボウル」を開設、地下に歌舞伎町東映劇場を開館した。同地は、そもそも1951年（昭和26年）11月、同社が映画館「新宿オデヲン座」を開館、初めて歌舞伎町に進出した場所であった。1955年（昭和30年）12月に同地の斜め前に「グランドビル」を新築・開業、1959年（昭和34年）4月に新宿オデヲン座を同地から「グランドビル」地下に移転し、跡地である同地では、同地にダンスホール「新宿ステレオホール」、パチンコ店「オデヲンゲームセンター」を開業、その後はこの2店の営業をつづけていた。「新宿トーアボウル」は、同会館の3階から7階までを占め、60レーンを稼働していた。
1975年（昭和50年）12月には、「グランドビル」の名称を「第一東亜会館」へ変更、それにともなって同会館は第二東亜会館と改称した。同じころ、1970年代半ばにはブームも下火になると閉めざるを得なくなり、ディスコに業態を変換、3階から7階までの各階に複数のディスコが入居した。1976年（昭和51年）には、2階に歌舞伎町日活を開館、日活ロマンポルノを上映した。
1989年（平成元年）には、2階にあった歌舞伎町日活を2つの映画館に分割、歌舞伎町トーア1・2と改称、いずれも外国映画（洋画）のロードショー館として稼働したが、1995年（平成7年）には、歌舞伎町トーア1・2をいずれも閉館した。1996年（平成8年）1月には、地下の歌舞伎町東映を新宿トーアと改称、改装して開場している。このころになると、3階から7階までの各階を占めたディスコも閉店を余儀なくされている。1990年（平成2年）1月3日、東亜興行の創業者・会長の高橋康友が死去した。
2009年（平成21年）4月17日、『釣りキチ三平』（滝田洋二郎監督）の上映をもって新宿トーアを閉館、同館での映画館事業から撤退した。「第一東亜会館」の新宿オスカー劇場が同年9月23日に閉館し、「第一東亜会館」全体が同年11月30日に完全閉館、閉鎖され、東亜興行の歌舞伎町での映画館事業は同年をもって完全に撤退となった。
「第一東亜会館」が2012年（平成24年）に閉鎖・解体、売却された後も、同会館は「第二東亜会館」の名称を続けている。2019年（令和元年）7月現在、新宿トーアのあった地下1階にはナイトクラブ「WARP SHINJUKU」、1-2階にはゲームセンター「セガプラザ新宿歌舞伎町」、3階にはカラオケボックス「カラオケの鉄人新宿歌舞伎町店」、4階にはインターネットカフェ「グランサイバーカフェバグース新宿」、5階には居酒屋チェーン「白木屋歌舞伎町総本店」が入居している。